# Boinville-le-Gaillard
Boinville-le-Gaillard est une commune française située dans le département des Yvelines en région Île-de-France.

## Géographie

Localisation de Boinville-le-Gaillard dans les Yvelines.

### Situation
Boinville-le-Galliard se situe dans la pointe sud du département des Yvelines (région Île-de-France), près des limites avec les départements de l'Essonne et d'Eure-et-Loir. Elle se trouve à 20 km environ au sud de Rambouillet, sous-préfecture, à 50 km environ de Versailles, chef-lieu du département et à une soixantaine de kilomètres au sud-ouest de Paris. Elle appartient à la région naturelle de Beauce.

### Communes limitrophes
Les communes limitrophes sont Saint-Martin-de-Bréthencourt au nord-est, Allainville au sud-est, Paray-Douaville au sud, Orsonville au sud-ouest et Ablis au nord-ouest, toutes communes appartenant également aux Yvelines.

### Hydrographie
La commune appartient au bassin versant de la Seine. Il n'existe aucun cours d'eau permanent dans le territoire communal.

### Hameaux de la commune
La commune de Boinville-le-Gaillard est composée de quatre hameaux :
- Bretonville à l'ouest, le Bréau sans Nappe à l'est , le Petit Orme.
- On peut rajouter le lieu-dit Villeray au sud-est où se situe une ferme isolée.

### Climat
Pour des articles plus généraux, voir Climat de l'Île-de-France et Climat des Yvelines.
En 2010, le climat de la commune est de type climat océanique dégradé des plaines du Centre et du Nord, selon une étude du CNRS s'appuyant sur une série de données couvrant la période 1971-2000. En 2020, Météo-France publie une typologie des climats de la France métropolitaine dans laquelle la commune est exposée à un climat océanique altéré et est dans la région climatique Sud-ouest du bassin Parisien, caractérisée par une faible pluviométrie, notamment au printemps (120 à 150 mm) et un hiver froid (3,5 °C).
Pour la période 1971-2000, la température annuelle moyenne est de 10,7 °C, avec une amplitude thermique annuelle de 15,3 °C. Le cumul annuel moyen de précipitations est de 650 mm, avec 10,7 jours de précipitations en janvier et 7,7 jours en juillet. Pour la période 1991-2020, la température moyenne annuelle observée sur la station météorologique la plus proche, située sur la commune de Dourdan à 11 km à vol d'oiseau, est de 11,4 °C et le cumul annuel moyen de précipitations est de 654,2 mm,. Pour l'avenir, les paramètres climatiques de la commune estimés pour 2050 selon différents scénarios d'émission de gaz à effet de serre sont consultables sur un site dédié publié par Météo-France en novembre 2022.

## Urbanisme

### Typologie
Au 1er janvier 2024, Boinville-le-Gaillard est catégorisée commune rurale à habitat dispersé, selon la nouvelle grille communale de densité à sept niveaux définie par l'Insee en 2022.
Elle est située hors unité urbaine. Par ailleurs la commune fait partie de l'aire d'attraction de Paris, dont elle est une commune de la couronne,. Cette aire regroupe 1 929 communes,.

### Occupation des sols
Le tableau ci-dessous présente l'occupation des sols de la commune en 2018, telle qu'elle ressort de la base de données européenne d'occupation biophysique des sols Corine Land Cover (CLC).
| Type d’occupation                           | Pourcentage | Superficie (en hectares) |
| ------------------------------------------- | ----------- | ------------------------ |
| Tissu urbain discontinu                     | 2,6 %       | 33                       |
| Terres arables hors périmètres d'irrigation | 95,1 %      | 1 201                    |
| Forêts de feuillus                          | 2,3 %       | 29                       |
| Source : Corine Land Cover                  |             |                          |

### Voies de communication et transports

#### Réseau routier
La commune est très proche de la N 191 reliant Ablis à Authon-la-Plaine, et d'une certaine manière Rambouillet à Étampes. Plus important elle est proche du réseau autoroutier : l'entrée pour l'A11 se situe à Ablis (pour aller vers Paris ou Chartres puis Le Mans) ; l'entrée pour l'A10 se situe à Allainville (pour aller aussi vers Paris ou Orléans). Ces deux entrées d'autoroutes se situe à une dizaine de kilomètres de la commune.

#### Bus
La commune est desservie par la ligne 18 du réseau de bus Centre et Sud Yvelines.

## Toponymie
Le nom de la localité est attesté sous les formes Bouenvilla du XIe au XIIIe siècle, Boenvilla en 1232, Boinvilla Gaillardi au XVe siècle, Boinville en 1793, Boinville-le-Gaillard  en 1801.
Gaillard : le nom du seigneur Gaillard est ajouté au XVe siècle,.

## Histoire

### XVIIesiècle
En janvier 1649, le seigneur de Bréau-sans-Nappes : Antoine de Sillans, constitue  par devant maîtres Mathieu Leroy et Michel Mauduit, notaires, une dot de 2 000 livres en faveur de sa fille Anne de Sillans reçue religieuse en l'abbaye Saint-Avit-les-Guêpières.
1989
La LGV Atlantique rentre en service cette année-là. Elle passe au Sud de la commune, puis à l'Est du hameau du Bréau.
2009
Le 8 septembre 2009, un avion privé atterrit dans un champ de la commune à la suite d'une collision en plein vol avec un autre appareil, qui s'est lui écrasé sur la commune voisine de Saint-Martin-de-Bréthencourt. Les deux occupants de l'appareil, reliant Lognes à Dinard ont été légèrement blessés.

## Politique et administration

### Liste des maires
| Période                                  | Période  | Identité          | Étiquette | Qualité |
| ---------------------------------------- | -------- | ----------------- | --------- | ------- |
| Les données manquantes sont à compléter. |          |                   |           |         |
| avant 1988                               | ?        | Élisabeth Poisson |           |         |
|                                          |          |                   |           |         |
| mars 2008                                | En cours | Jean-Louis Flores |           |         |

### Instances administratives et judiciaires
Boinville-le-Gaillard appartient au canton de Rambouillet, qui fait partie de la dixième circonscription des Yvelines, circonscription à dominante rurale du sud des Yvelines. La commune est membre de la CA Rambouillet Territoires (CAPY).
Sur le plan judiciaire, Boinville-le-Gaillard relève du ressort de la juridiction d’instance de Rambouillet et, comme toutes les communes des Yvelines, dépend du tribunal de grande instance ainsi que de tribunal de commerce sis à Versailles,.

### Intercommunalité
Outre la communauté de communes Contrée d'Ablis-Porte des Yvelines, la commune de Boinville-le-Gaillard adhère à un syndicat intercommunal à objet unique sans fiscalité propre, le syndicat intercommunal d'adduction d'eau de la région d'Ablis.

## Population et société

### Démographie

#### Évolution démographique
L'évolution du nombre d'habitants est connue à travers les recensements de la population effectués dans la commune depuis 1793. Pour les communes de moins de 10 000 habitants, une enquête de recensement portant sur toute la population est réalisée tous les cinq ans, les populations de référence des années intermédiaires étant quant à elles estimées par interpolation ou extrapolation. Pour la commune, le premier recensement exhaustif entrant dans le cadre du nouveau dispositif a été réalisé en 2008.

En 2022, la commune comptait 601 habitants, en évolution de −1,48 % par rapport à 2016 (Yvelines : +2,72 %, France hors Mayotte : +2,11 %).
| 1793 | 1800 | 1806 | 1821 | 1831 | 1836 | 1841 | 1846 | 1851 |
| ---- | ---- | ---- | ---- | ---- | ---- | ---- | ---- | ---- |
| 294  | 327  | 350  | 365  | 316  | 317  | 296  | 345  | 343  |

| 1856 | 1861 | 1866 | 1872 | 1876 | 1881 | 1886 | 1891 | 1896 |
| ---- | ---- | ---- | ---- | ---- | ---- | ---- | ---- | ---- |
| 360  | 344  | 346  | 364  | 361  | 370  | 377  | 369  | 347  |

| 1901 | 1906 | 1911 | 1921 | 1926 | 1931 | 1936 | 1946 | 1954 |
| ---- | ---- | ---- | ---- | ---- | ---- | ---- | ---- | ---- |
| 357  | 365  | 356  | 284  | 306  | 338  | 353  | 306  | 309  |

| 1962 | 1968 | 1975 | 1982 | 1990 | 1999 | 2006 | 2008 | 2013 |
| ---- | ---- | ---- | ---- | ---- | ---- | ---- | ---- | ---- |
| 302  | 296  | 304  | 485  | 503  | 496  | 572  | 594  | 613  |

| 2018 | 2022 | - | - | - | - | - | - | - |
| ---- | ---- | - | - | - | - | - | - | - |
| 607  | 601  | - | - | - | - | - | - | - |

#### Pyramide des âges
En 2018, le taux de personnes d'un âge inférieur à 30 ans s'élève à 36,6 %, soit en dessous de la moyenne départementale (38,0 %). De même, le taux de personnes d'âge supérieur à 60 ans est de 19,8 % la même année, alors qu'il est de 21,7 % au niveau départemental.
En 2018, la commune comptait 309 hommes pour 298 femmes, soit un taux de 50,91 % d'hommes, largement supérieur au taux départemental (48,68 %).
Les pyramides des âges de la commune et du département s'établissent comme suit.
| Hommes | Classe d’âge | Femmes |
| ------ | ------------ | ------ |
| 1,0    | 90 ou +      | 0,3    |
| 3,2    | 75-89 ans    | 6,0    |
| 14,6   | 60-74 ans    | 14,4   |
| 24,3   | 45-59 ans    | 24,8   |
| 18,8   | 30-44 ans    | 19,5   |
| 15,5   | 15-29 ans    | 13,4   |
| 22,7   | 0-14 ans     | 21,5   |

| Hommes | Classe d’âge | Femmes |
| ------ | ------------ | ------ |
| 0,6    | 90 ou +      | 1,4    |
| 6      | 75-89 ans    | 7,8    |
| 13,5   | 60-74 ans    | 14,8   |
| 20,7   | 45-59 ans    | 20,1   |
| 19,6   | 30-44 ans    | 19,9   |
| 18,5   | 15-29 ans    | 16,8   |
| 21,2   | 0-14 ans     | 19,2   |

## Culture locale et patrimoine

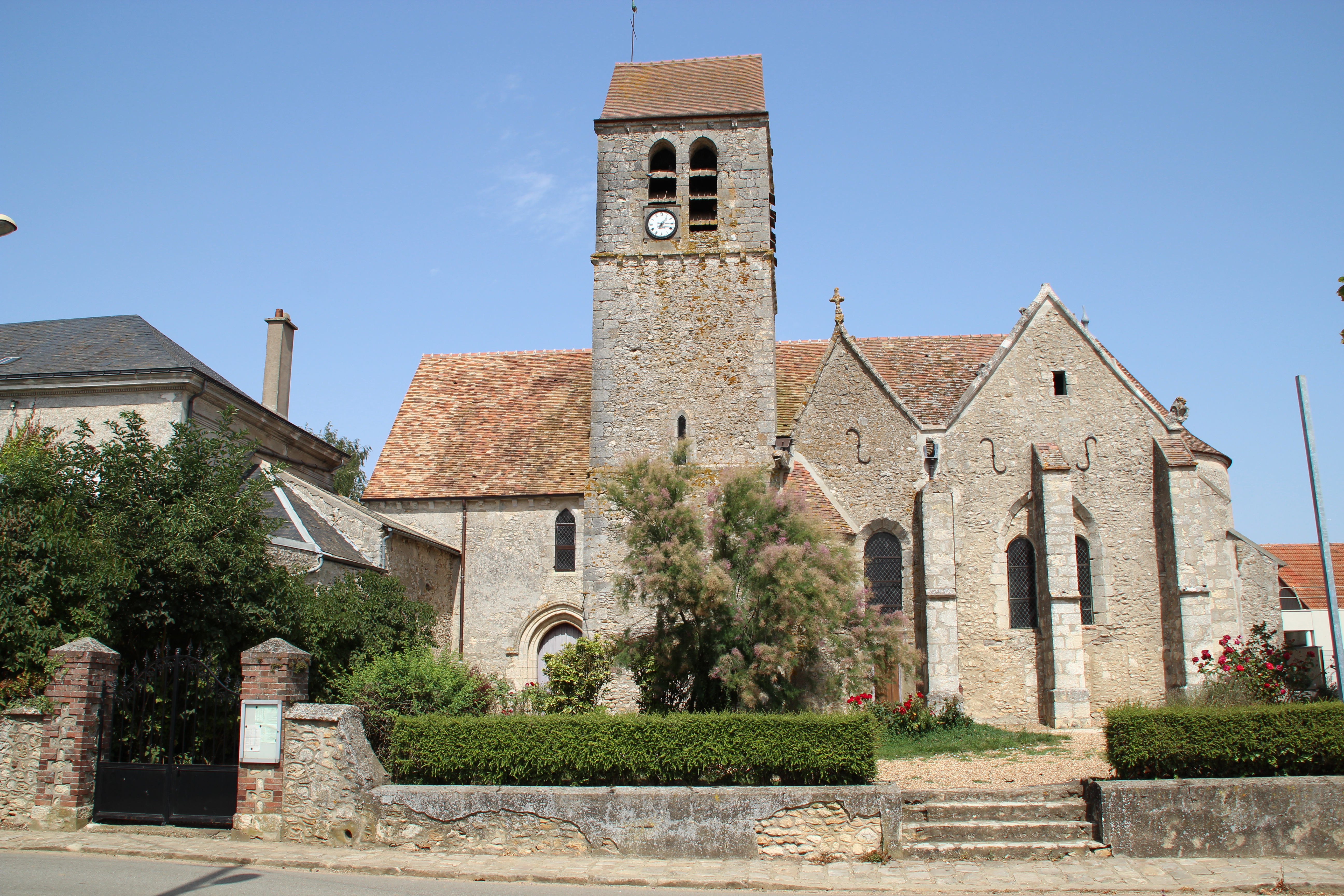
L'église Notre-Dame-de-l'Assomption.

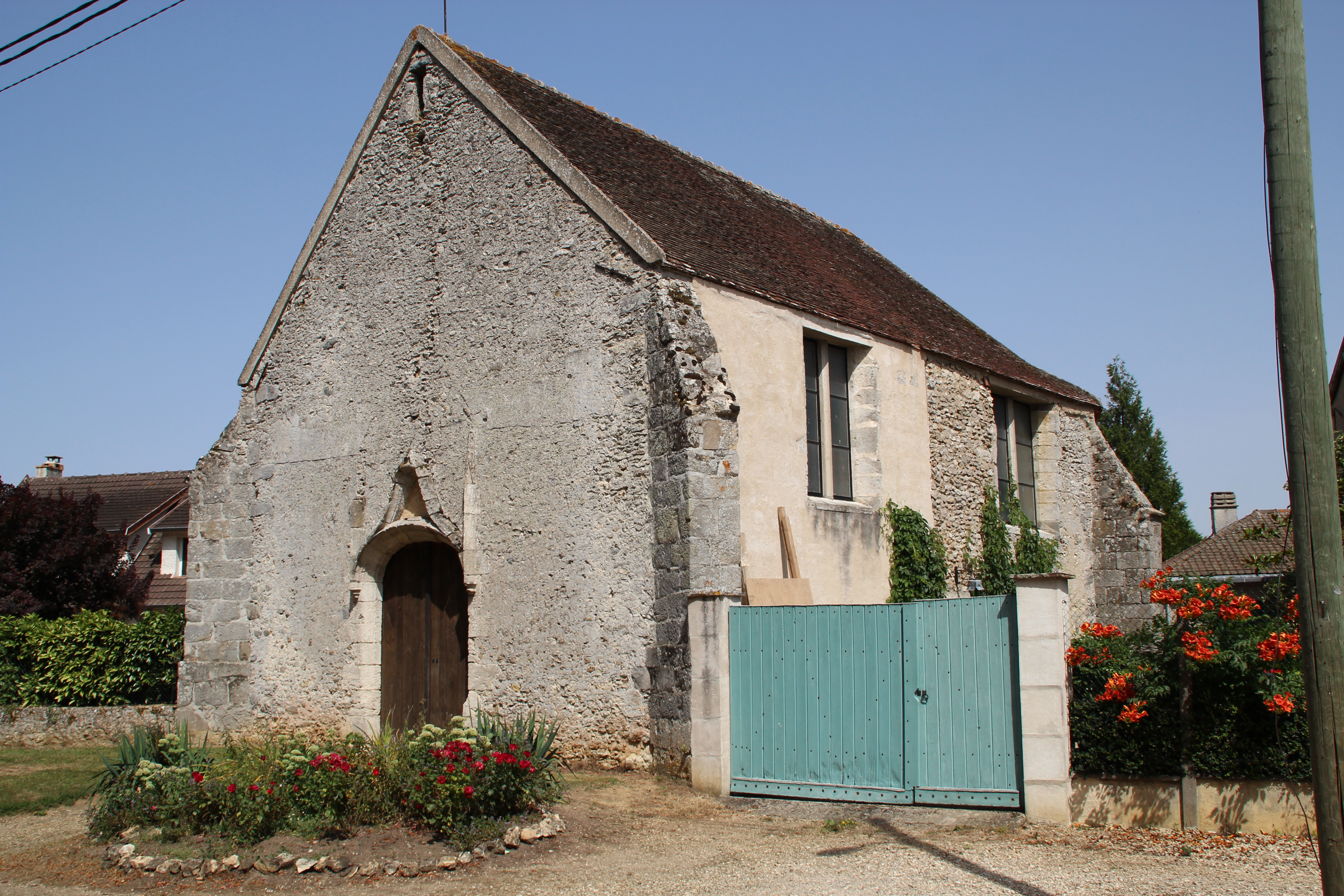
L'ancienne chapelle Saint-Antoine.

### Lieux et monuments
- Château du Bréau-sans-Nappe ; ce surnom est une forme qui a été altérée. Le nom de Sannapes ou Sanapes était celui d'une très ancienne famille qui figure au Moyen Âge dans l'histoire féodale de la contrée.
- Église Notre-Dame-de-l'Assomption, bâtie au XIIe siècle et remaniée au XVe. L'édifice est protégé par une inscription à l'inventaire des Monuments Historiques depuis 1950[26].
- Ancienne chapelle Saint-Antoine, datée du XVIe siècle, transformée en maison d'habitation[27].

### Héraldique
| Blason à dessiner | Blason  | Tiercé en pairle de gueules, de sinople et d'azur, le flanc dextre bordé d'hermine et brochant, à deux épées basses d'or, passées en sautoir, brochant sur le tout, surmontées d'une colombe contournée et essorante d'argent chargeant le champ de gueules, à deux épis de blé tigés d'or les tiges passées en sautoir en pointe, mouvant de la pointe, celle de l'épi posé en barre disparaissant sous l'hermine, brochant sur le tout et au château du lieu d'argent surbrochant en pointe. |
| Blason à dessiner | Détails | Le statut officiel du blason reste à déterminer. |